# 松阪市警察

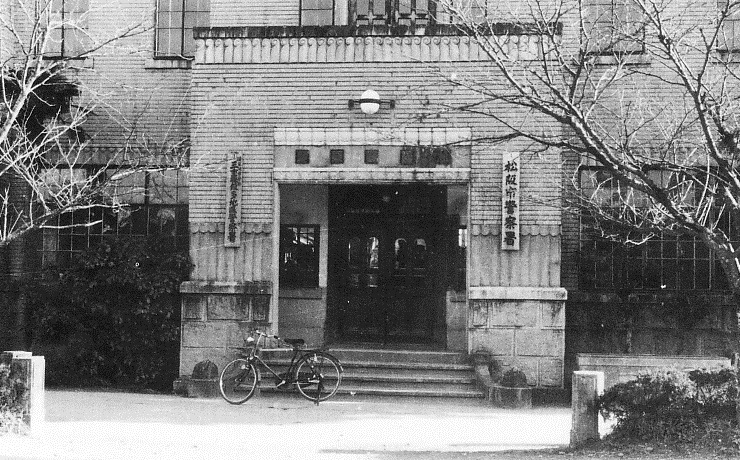
松阪市警察署

松阪市警察（まつさかしけいさつ）は、かつて存在した三重県松阪市の自治体警察。

## 歴史
警察法（旧警察法）の施行に合わせて松阪市警察を設置するため、1948年（昭和23年）1月24日、松阪市公安委員会の委員3名を選出、同年1月28日に委員の互選により安保正敏を初代公安委員長に選出した。その後2月7日に「松阪市公安委員会規則」など諸規則を定め、松阪市警察署の開庁式を3月1日に挙行、従来の三重県警察部が解体され松阪市警察が正式に発足したのは3月7日であった。同日、「松阪市警察職員の配置等に関する規則」を制定し、市内を18分区に分け、管轄区域を定めた。3月30日、「松阪市警察職員の定員及び警察署の位置・名称・管轄区域に関する条例」が制定され、本署の位置が松阪市大字松阪殿町1315番地と定められた。
1949年（昭和24年）9月9日、警察署新庁舎が落成した。1950年（昭和25年）1月30日には警ら交通課を設置した。
1954年（昭和29年）に新警察法が公布されたことにより国家地方警察と自治体警察が廃止され、新たに都道府県警察として同年7月1日に三重県警察本部が発足することが決まり、松阪市警察も三重県警察に統合され、姿を消した。松阪市警察には当時87人の警察職員が在職していたが、休職中の1人を除く全員が新組織の三重県警察に移ることを6月25日に表明した。6月30日午前9時に本署の2階にて閉庁式が行われ、松阪市警察と松阪市公安委員会は解散した。

## 職員
1948年（昭和23年）3月30日制定「松阪市警察職員の定員及び警察署の位置・名称・管轄区域に関する条例」による。当時の夕刊松阪の報道によれば、1954年（昭和29年）6月25日時点の職員数は87人で、警察吏員が77人、職員が9人、休職者が1人であった。
| 警視 | 警部 | 警部補  | 巡査部長 | 巡査     |
| ---- | ---- | ------- | -------- | -------- |
| 1人  | 1人  | 5人以内 | 8人以内  | 60人以内 |

## 駐在所・派出所
1948年（昭和23年）3月7日制定「松阪市警察職員の配置等に関する規則」による。
| - 新町巡査派出所 - 愛宕町巡査派出所 - 西町巡査派出所 - 日野町巡査派出所 | - 東岸江巡査派出所 - 大口巡査派出所 - 垣鼻巡査駐在所 - 下村巡査駐在所 |